# Santa Ana de Nahola
Santa Ana de Nahola är en ort i Mexiko.   Den ligger i kommunen Tula och delstaten Tamaulipas, i den centrala delen av landet, 400 km norr om huvudstaden Mexico City. Santa Ana de Nahola ligger 1 230 meter över havet och antalet invånare är 894.
Terrängen runt Santa Ana de Nahola är varierad. Runt Santa Ana de Nahola är det glesbefolkat, med 10 invånare per kvadratkilometer. Närmaste större samhälle är Tula, 16,3 km öster om Santa Ana de Nahola. Omgivningarna runt Santa Ana de Nahola är i huvudsak ett öppet busklandskap.